# Gabriël Sterk
Gabriël Andreas Jacobus Sterk (Vleuten-De Meern, 29 november 1942) is een Nederlandse beeldhouwer. Hij heeft gewerkt in Nederland, Australië en Frankrijk. De bekendste werken van Sterk zijn zijn monumentale bronzen werken: Cézanne, Van Gogh, Rembrandt en Picasso. Hij heeft ook talrijke dierensculpturen gemaakt (vooral paarden) en vrije composities.

## Biografie

### Jeugd
Sterk bracht zijn jeugd door in de omgeving van Kasteel de Haar, nabij de stad Utrecht, waar beelden en de omliggende natuur al op jonge leeftijd zijn artistieke verbeelding prikkelden. Op 12-jarige leeftijd werd hij naar een seminarie gestuurd, maar zijn artistieke roeping werd al snel duidelijk.

### Opleiding
Op 16-jarige leeftijd volgde Sterk lessen aan de School voor Schone Kunsten in Adelaide. Geïnspireerd door de Australische fauna en flora, vervolgde hij daar zijn kunststudies onder leiding van Dora Chapman (1911-1995), die hem adviseerde terug te keren naar Europa voor verdere opleiding. Hij vervolgde zijn opleiding aan de Rijksakademie van beeldende kunsten in Amsterdam. In 1960 werd Sterk toegelaten tot de Koninklijke Academie van Beeldende Kunsten in Amsterdam (Rijksakademie van Beeldende Kunsten), waar hij zeven jaar lang beeldhouwkunst studeerde. Hij kreeg les van onder anderen Piet Esser en Paul Grégoire. Tijdens deze periode leerde hij ook de technieken van de gieterij.
Na zijn studie won hij op 27-jarige leeftijd de "Prix de Rome-medaille" met zijn standbeeld David en Saul (nu in de gemeente Breukelen, Nederland).

## Carrière
Sterk's carrière begon in Nederland waar hij ongeveer twintig openbare opdrachten voltooide voor gemeenten.
Zijn terugkeer naar Australië in 1979 was een belangrijke mijlpaal: daar creëerde hij monumentale werken zoals De Merrie en Haar Veulen voor de stad Scone. Dit werk bevindt zich sinds 1982 in Elizabeth Park. Hij maakte ook The Ghan voor Alice Springs.
Hij opende ook een galerie in de buurt van Adelaide en richtte zijn eigen bronsgieterij op, waar veel beelden werden geproduceerd, waaronder enkele werken van de Australische beeldhouwer en schilder John Dowie (1915-2008).
Deze periode werd gekenmerkt door technische verkenning en een vruchtbare artistieke productie.
In 1985 verhuisde hij naar Frankrijk, in de buurt van Parijs in de regio Rambouillet, en exposeerde in de galerie Bernheim-Jeune in Parijs. Hij exposeerde ook vaak zijn paardenwerken in Deauville, en in 1991 organiseerde het stadhuis van Clairefontaine (Yvelines) een tentoonstelling van zijn werken.
In 1992 ontving hij de Prix d'Excellence van de "Grand Prix Rodin" toegekend door het Hakone Open-Air Museum in Japan voor zijn monumentale bronzen werk Verdrinking.
In 2000 vestigde Gabriel Sterk zich in Zuid-Frankrijk in Aix-en-Provence. In 2002 creëerde hij voor de stad het monumentale bronzen beeld van Paul Cézanne. Het werk werd in 2006 ingehuldigd op Place de la Rotonde, ter gelegenheid van de honderdste sterfdag van de schilder.
Dat jaar werd zijn monumentale standbeeld van Vincent van Gogh permanent geplaatst in het Saint-Paul-de-Mausole Klooster in Saint-Rémy-de-Provence, en in 2017 verwierf de stad Mougins het monumentale portret van Picasso.
Sterk exposeert zijn sculpturen in Aix-en-Provence en neemt deel aan talrijke tentoonstellingen in Zuid-Frankrijk.
In 2019 werd Sterks Paardje in Montfoort gestolen, maar het beeld werd gelukkig na enige tijd teruggevonden.
In 2023 presenteerde de tentoonstelling Mougins Monumental achttien monumentale bronzen van de beeldhouwer.
Op 13 juli 2024 werd het monumentale bronzen beeld Rembrandt in schildersjas onthuld in het stadscentrum van Leiden, zijn geboortestad.

## Invloeden en stijl
Sterks werk is diep geworteld in de figuratieve traditie van de Europese beeldhouwkunst, terwijl het ook is beïnvloed door zijn levenservaringen in Australië. Zijn stijl combineert opvallend realisme met een gedurfde verkenning van vormen en texturen, voornamelijk gebruikmakend van brons vanwege de expressieve kwaliteiten.

## Tentoonstellingen
Sterks werken zijn tentoongesteld in de Galerie Bernheim-Jeune in Parijs (1985-1987), de Galerie Schoots (Eindhoven, Nederland), de Macquarie Galerie in Canberra (1977), de Leveson Galerie in Melbourne, Australië (1990), evenals op opmerkelijke locaties zoals het Champ de Mars in Parijs (1996), het Levende Paardenmuseum in Chantilly (1999), het Carré Theater in Amsterdam (2006), Rue de la Mairie in Marseille, Europese Hoofdstad van Cultuur (2013).

## Fotogalerij

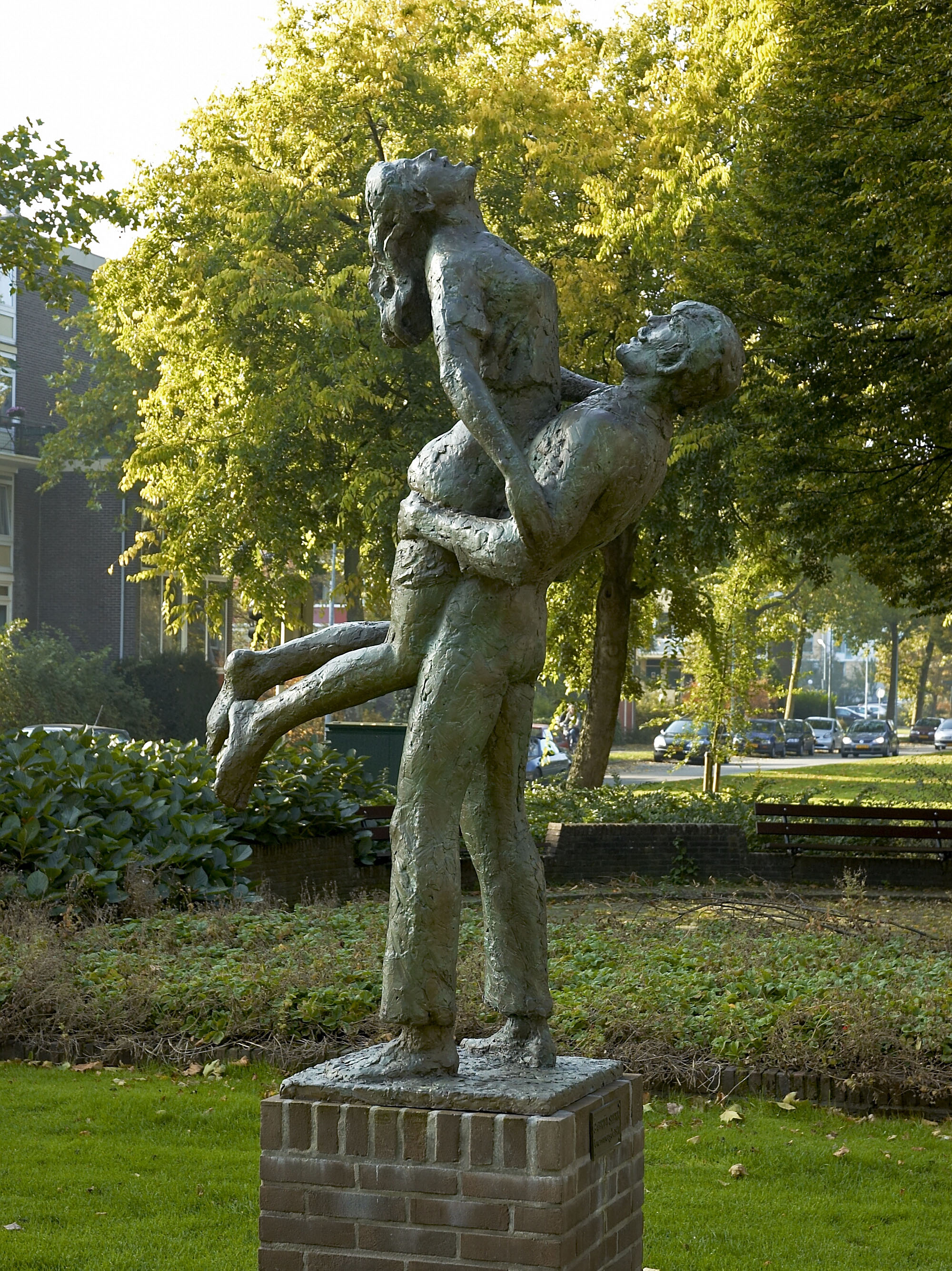
Levensvreugde
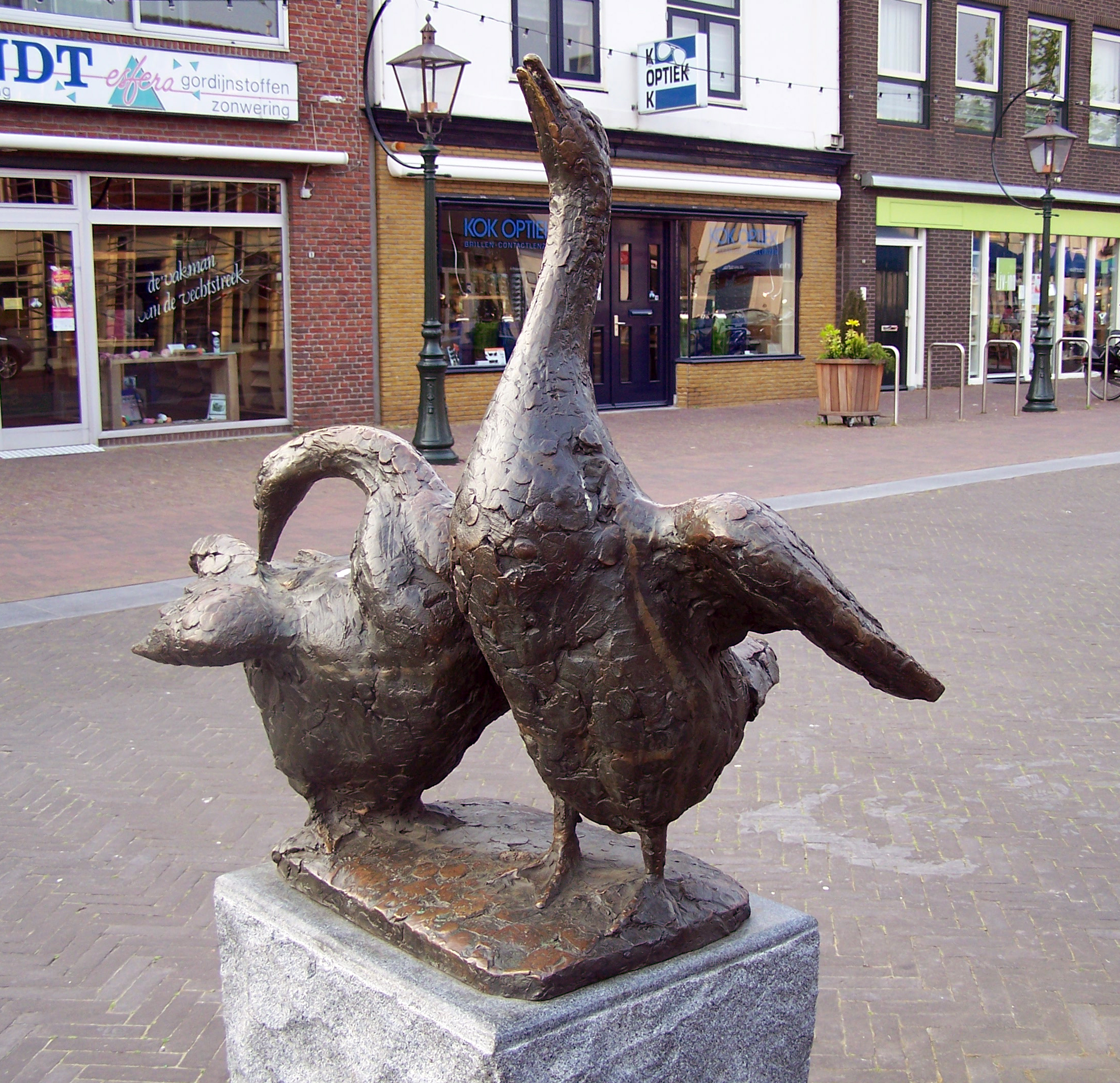
Twee ganzen (1975)
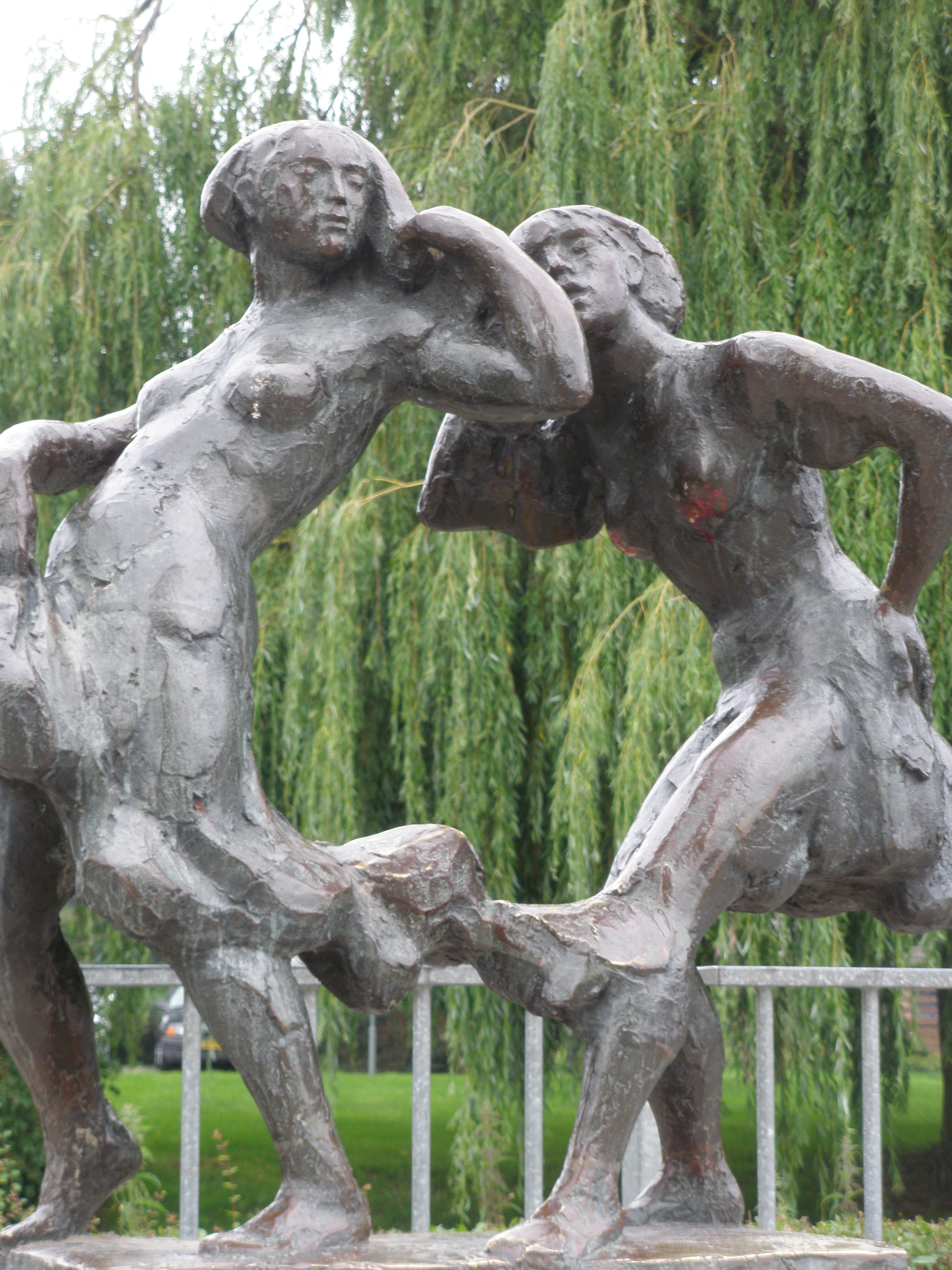
Dansende meisjes (1977)
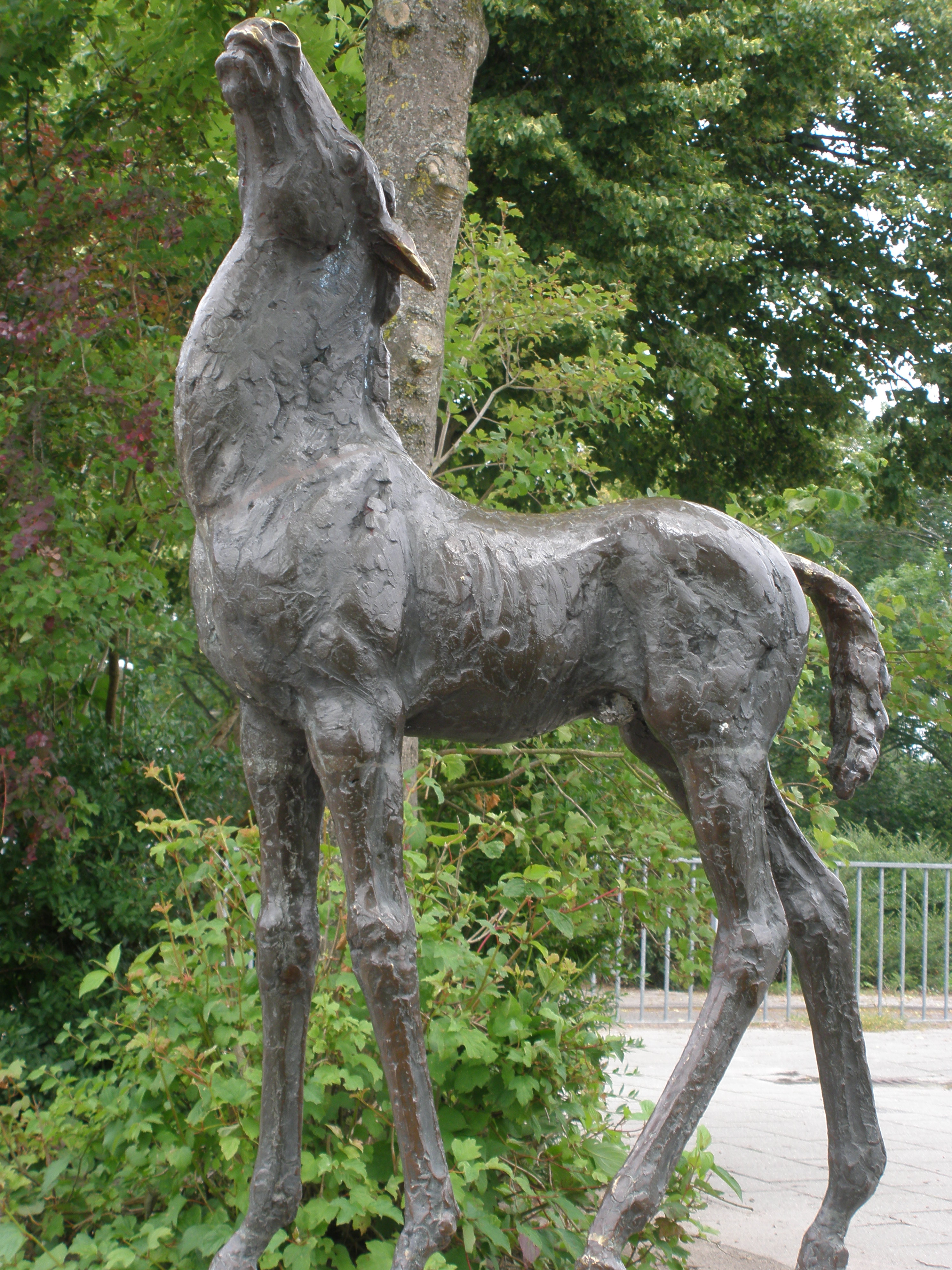
Paardje (1977)
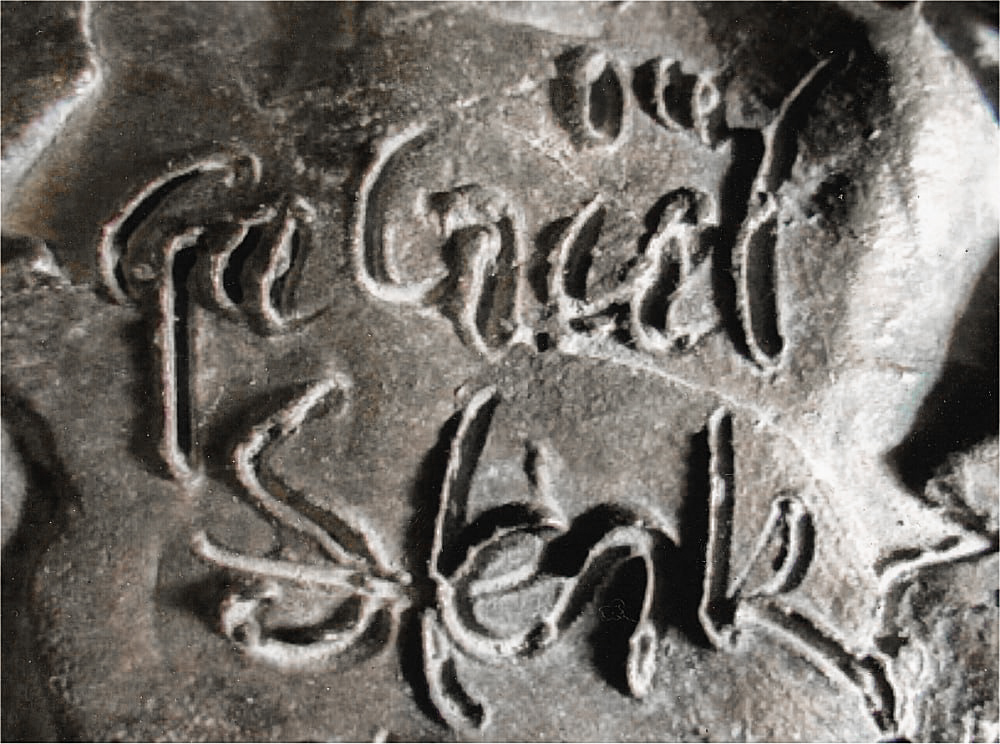
Signature
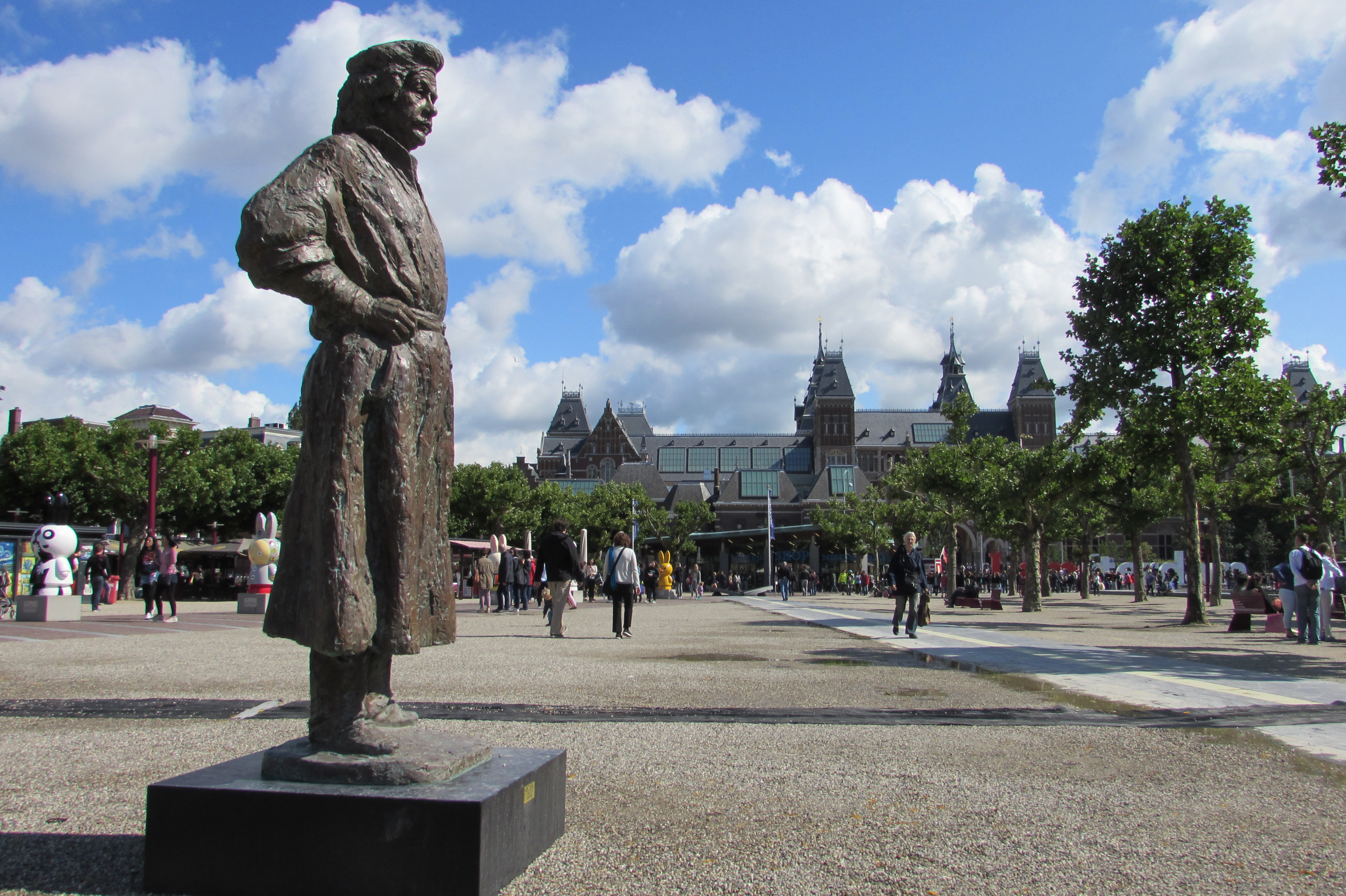
Rembrandt (2005)